# Water Reclamation Plant
La Water Reclamation Plant est une ancienne station d'épuration américaine située non loin de Grand Canyon Village, dans le comté de Coconino, en Arizona. Protégée au sein du parc national du Grand Canyon, elle est mise en service en mai 1926 puis étendue en 1934 en même temps qu'est construit le Bright Angel Lodge. Elle est inscrite au Registre national des lieux historiques depuis le 6 septembre 1974.